# Аллілуєв Йосип Григорович
Йосип Григорович Аллілуєв (22 травня 1945 — 2 листопада 2008) — радянський і російський кардіолог, доктор медичних наук. Заслужений діяч науки РРФСР. Працював у Клінічному центрі Московської медичної академії імені В. М. Сеченова. Онук Йосипа Сталіна.

## Біографія
Йосип Аллілуєв народився в родині дочки Йосипа Сталіна Світлани Аллілуєвої і однокласника її брата Григорія Морозова. Шлюб Світлани і Григорія був розірваний через 3 роки після народження Йосипа. Після того, як в 1949 році Світлана вийшла заміж за Юрія Жданова, який усиновив дитину від першого шлюбу, — він став Йосипом Юрійовичем Ждановим; прізвище та по-батькові були відновлені в середині 1950-х років, чому його мати Світлана була не рада. У 1966 його мати успішно втекла з СРСР.
Йосип не залишив мемуарів та майже не давав інтерв'ю. Його останнє інтерв'ю, дане Першому каналу, увійшло в документальний фільм «Світлана Аллілуєва» .
Йосип був двічі одружений; від першого шлюбу — син Ілля Вознесенський, архітектор (нар. 1970).
Йосип Григорович помер 2 листопада 2008 року в Москві від інсульту на 64-му році життя.
Похований на Новодівичому кладовищі, неподалік від могили своєї бабусі по материнській лінії Надії Аллілуєвої, поруч з могилою Павла Аллілуєва, свого двоюрідного діда.

## Праці
Автор понад 150 наукових праць з хвороб серця.

### Навчальні посібники
- Аллилуев И. Г., Маколкин В. И., Аббакумов С. А. Боли в области сердца: Дифференц. диагноз. — М.: «Медицина», 1985. — 192 с.
- Аллилуев И. Г. Боль в грудной клетке: диагностика и лечение: Руководство для врачей и студентов. — М.: «Эко-Трендз», 2000. — 144 с. — ISBN 5-88405-034-8.
- Неотложная кардиология / Аллилуев И. Г. и др.; под общ. ред. А. Л. Сыркина. — М.: Мед. информ. агентство (МИА), 2004. — 518 с. — ISBN 5-89481-265-8 (в переводе).

### Науково-популярні видання
- Аллилуев И. Г., Аббакумов С. А. Когда болит сердце / Аллилуев И. Г.. — М. : "КРОН-пресс", 1996. — 160 с. — (Будьте здоровы). — 25 000 екз. — ISBN 5-232-00407-7.